# روس هاريس (ممثل)
روس هاريس (بالإنجليزية: Ross Harris)‏ هو موسيقي وملحن ومنتج أسطوانات وممثل أمريكي، ولد في 13 مارس 1969 في الولايات المتحدة.

## وصلات خارجية
- روس هاريس على موقع IMDb (الإنجليزية)
- روس هاريس على موقع IMDb (الإنجليزية)
- روس هاريس على موقع ميوزك برينز (الإنجليزية)
- روس هاريس على موقع أول ميوزيك (الإنجليزية)
- روس هاريس على موقع ديسكوغز (الإنجليزية)
- روس هاريس على موقع قاعدة بيانات الفيلم (الإنجليزية)